# Telespiza cantans
Telespiza cantans (tên tiếng Anh: Laysan finch) là một loài chim trong họ Fringillidae, đặc hữu Tây Bắc Hawaii, nó có họ hàng gần với loài Telespiza ultima. Tên "Laysan finch" là do nó được phát hiện trên đảo Laysan.